# جيريمي روبنسون
جيريمي روبنسون (بالإنجليزية: Jeremy Robinson)‏ (22 أكتوبر 1974، بيفرلي في الولايات المتحدة)؛ روائي أمريكي.